# العلاقات البنينية الكازاخستانية
العلاقات البنينية الكازاخستانية هي العلاقات الثنائية التي تجمع بين بنين وكازاخستان.

## مقارنة بين البلدين
هذه مقارنة عامة ومرجعية للدولتين:
| وجه المقارنة                                              | بنين            | كازاخستان                      |
| --------------------------------------------------------- | --------------- | ------------------------------ |
| المساحة (كم2)                                             | 114.76 ألف      | 2.72 مليون                     |
| عدد السكان (نسمة)                                         | 11.18 مليون     | 17.95 مليون                    |
| الكثافة السكانية (ن./كم²)                                 | 97.42           | 6.6                            |
| العاصمة                                                   | بورتو نوفو      | نور سلطان                      |
| اللغة الرسمية                                             | لغة فرنسية      | اللغة القازاقية، اللغة الروسية |
| العملة                                                    | فرنك غرب أفريقي | تينغ كازاخستاني                |
| الناتج المحلي الإجمالي (بليون دولار)                      | 9.27 مليار      | 159.41 مليار                   |
| الناتج المحلي الإجمالي (تعادل القوة الشرائية) بليون دولار | 22.38 مليار     | 439.39 مليار                   |
| الناتج المحلي الإجمالي الاسمي للفرد دولار أمريكي          | 762             | 10.51 ألف                      |
| الناتج المحلي الإجمالي للفرد دولار أمريكي                 | 2.03 ألف        | 24.23 ألف                      |
| مؤشر التنمية البشرية                                      | 0.480           | 0.788                          |
| رمز المكالمات الدولي                                      | +229            | +7                             |
| رمز الإنترنت                                              | .bj             | .kz، .қаз ‏                     |
| المنطقة الزمنية                                           | ت ع م+01:00     | ت ع م+05:00، ت ع م+06:00       |

## منظمات دولية مشتركة
يشترك البلدان في عضوية مجموعة من المنظمات الدولية، منها:
| علم المنظمة | اسم المنظمة                               | تاريخ انضمام بنين | تاريخ انضمام كازاخستان |
| ----------- | ----------------------------------------- | ----------------- | ---------------------- |
|             | منظمة التعاون الإسلامي                    | ?                 | ?                      |
|             | الاتحاد البريدي العالمي                   | ?                 | ?                      |
|             | يونسكو                                    | 18 أكتوبر 1960    | 22 مايو 1992           |
|             | البنك الدولي للإنشاء والتعمير             | 10 يوليو 1963     | 23 يوليو 1992          |
|             | وكالة ضمان الاستثمار متعدد الأطراف        | 26 سبتمبر 1994    | 12 أغسطس 1993          |
|             | الاتحاد الدولي للاتصالات                  | 1961              | 23 فبراير 1993         |
|             | منظمة الشرطة الجنائية الدولية             | ?                 | ?                      |
|             | مؤسسة التمويل الدولية                     | 5 فبراير 1987     | 30 سبتمبر 1993         |
|             | الأمم المتحدة                             | 20 سبتمبر 1960    | 2 مارس 1992            |
|             | مؤسسة التنمية الدولية                     | 16 سبتمبر 1963    | 23 يوليو 1992          |
|             | منظمة حظر الأسلحة الكيميائية              | ?                 | ?                      |
|             | المركز الدولي لتسوية المنازعات الاستشارية | 14 أكتوبر 1966    | 21 أكتوبر 2000         |

## وصلات خارجية
- موقع وزارة الخارجية الكازاخستانية